# William Cronon
William "Bill" Cronon, membre correspondant de la British Academy, est né le 11 septembre 1954 à New Haven, Connecticut. William Cronon est un historien de l'environnement renommé, professeur titulaire de la chaire Frederick Jackson Turner en histoire, géographie et études environnementales à l’université du Wisconsin – Madison. En 2012, il fut président de l’American Historical Association (AHA).

## Biographie
Né dans le Connecticut, William Cronon obtint une licence (1976) à l’Université du Wisconsin – Madison puis un Master (1979) suivi d’un doctorat (1990) à l’université de Yale.
En juillet 1985, Cronon obtint la prestigieuse récompense du MacArthur Fellowship.
Cronon siège au conseil d'administration de l'ONG The Trust for Public Land, un groupe de conservation et de création de parc naturels et urbains. Il est membre de la Wilderness Society depuis 1995 et, depuis 2014, il en est le vice-président de son conseil d'administration.

## Travaux
Aux États-Unis, Cronon est d'abord connu pour son premier livre Changes in the Land: Indians, Colonists, and the Ecology of New England (1983), basé sur un mémoire de Master remanié qu'il a écrit sous la direction de Edmund Sears Morgan alors qu'il était étudiant à l'université de Yale. Cet ouvrage n'est pas encore disponible en français mais un chapitre a néanmoins été traduit par Laurent Vannini. Dans ce livre, Cronon propose de reconsidérer la façon dont les sociétés conceptualisent les questions de propriété et de possession en prenant pour terrain d'observation ce qui se joue dans le processus de colonisation de la Nouvelle-Angleterre du XVIe au XVIIIe siècle. Pour l'historien, ces conceptions relatives à la propriété et à la possession constituent un élément central par lesquelles se construisent l'économie et les écosystèmes des sociétés considérées. Comme le résument Frédéric Graber et Fabien Locher, "les pratiques associées aux conceptions de la propriété des colons ont eu des effets environnementaux d'ampleur". Par ailleurs, à contre-courant de nombreux historiens, Cronon a documenté la manière dont les natifs américains intervenaient activement et configuraient les écosystèmes dans lesquels ils vivaient.
Son livre Nature's Metropolis : Chicago and the Great West publié en 1991 est crédité pour avoir radicalement élargi l'horizon des historiens de l'environnement en leur proposant de considérer d'autres objets que les forêts et les terres publiques, pour inclure dans leurs analyses les villes et ce que Cronon appelle les "liens élaborés et intimes entre ville et campagne". Dans l’un des chapitres de cet ouvrage, il explique en détail comment le grain est devenu une marchandise standardisée. Alors qu’au départ, les agriculteurs vendaient leurs grains en sacs sur lesquels était estampillé le nom de famille de la ferme productrice ; le grain devint une marchandise standardisée et normalisée lorsqu'il commence à être vendu en vrac et stocké dans des silos en fonction de ses caractéristiques et qualités principales. Le livre a remporté le prix Bancroft 1992 et a été finaliste pour le prix Pulitzer pour l'histoire la même année.
Dans son livre Uncommon Ground : Toward Reinventing Nature (1995), et son essai "Le problème de la wilderness, ou le retour vers une mauvaise nature", publié dans le New York Times le 13 août 1995, Cronon a retracé l'idée de la nature sauvage à travers l'histoire américaine. Il y réaffirme que l'idée d'une nature sauvage intacte et vierge est un fantasme, car toute la nature est interconnectée. Il conclut :
"Apprendre à honorer le sauvage – apprendre à se souvenir et à reconnaître l’autonomie de l’autre – signifie qu’il faut s’efforcer d’avoir une conscience critique dans toutes nos actions. Cela veut dire que chaque acte d’utilisation doit s’accompagner de réflexion profonde et de respect, et que nous devons toujours considérer la possibilité de non-usage. Cela veut aussi dire regarder la part de nature que nous avons m’intention d’utiliser pour nos propres fins, et demander si nous pouvons l’utiliser encore, encore et encore – durablement – sans qu’elle en soit pour autant diminuée. En d’autres termes, il ne faut jamais imaginer que nous pouvons trouver refuge dans une wilderness mythique pour échapper à l’histoire et à l’obligation d’assumer la responsabilité de nos actions que le déroulement de l’histoire implique inévitablement. Cela signifie par-dessus tout que nous devons faire acte de mémoire et de gratitude, car rendre grâce est la manière la plus simple et la plus fondamentale de ne pas oublier la nature, la culture et l’histoire qui ont convergé pour former le monde tel que nous le connaissons. Si la nature sauvage peut arrêter d’être (simplement) là-bas et commencer à être (également) ici, si elle peut être aussi humaine qu’elle est naturelle, alors peut-être nous pourrons commencer à nous atteler à la tâche infinie consistant à se battre pour vivre avec justesse dans le monde – pas seulement dans le jardin, pas simplement dans la wilderness, mais dans l’habitat qui les abrite tous deux".
Cronon a également été présenté dans le documentaire de Ken Burns en 2009 Les parcs nationaux : La meilleure idée américaine.

## Universitaire comme citoyen
Durant les manifestations du Wisconsin de 2011, Cronon commença un blog intitulé "Universitaire comme citoyen". Son premier post, le 15 mars 2011, portait sur le conseil américain d’échange législatif (ALEC), une organisation qui fournit des modèles législatifs aux élus républicains et démocrates de l’État. D’après Anthony Grafton du New Yorker, "Cronon argumenta à partir de preuves indirectes qu’ALEC avait joué un rôle majeur dans les attaques du gouverneur Walker contre les employés du public et leur syndicat dans l’État du Wisconsin".
En réponse, le parti républicain du Wisconsin déposa une demande d’accès à l’information, équivalent en d’autres termes à demander à disposer de la correspondance courriel de William Cronon. S’ensuivit une polémique au cours de laquelle William Cronon fut défendu par plusieurs instances de l’université et de la profession historienne au nom de la liberté académique.

## Publications

### Ouvrages originaux en anglais
- Changes in the Land: Indians, Colonists, and the Ecology of New England, 1983; 20th anniversary edition, Hill & Wang, 2003.
- Nature's Metropolis: Chicago and the Great West, W. W. Norton, 1991.  (ISBN 978-0-393-30873-0)
- "Telling Tales on Canvas: Landscapes of Frontier Change", In: Discovered Lands, Invented Pasts: Transforming Visions of the American West (New Haven: Yale University Press, 1992).
- "A Place for Stories: Nature, History, and Narrative", Journal of American History 78:4 (March, 1992), p. 1347–1376.
- "The Uses of Environmental History" (Presidential Address, American Society for Environmental History), Environmental History Review, 17:3 (Fall 1993), p. 1–22.
- Uncommon Ground: Rethinking the Human Place in Nature. W. W. Norton. 1995.  (ISBN 978-0-393-31511-0).
- "The Trouble with Wilderness: Or, Getting Back to the Wrong Nature", Environmental History, 1(1) (January 1996), pp. 7–28. read online
- "Only Connect...: The Goals of a Liberal Education", The American Scholar, (Autumn, 1998), p. 73–80.
- "Why the Past Matters", Wisconsin Magazine of History, 84:1 (Autumn 2000), p. 2–13. Awarded the William Best Hesseltine Award for the best article published in the Wisconsin Magazine of History in 2000–2001. pdf
- "The Riddle of the Apostle Islands: How Do You Manage a Wilderness Full of Human Stories?" Orion (May–June 2003), 36–42.
- "The Densest, Richest, Most Suggestive 19 Pages I Know", Environmental History, 10 (4) (Oct., 2005), pp. 679–681.
- "Storytelling" (AHA Presidential Address), The American Historical Review (2013) 118 (1): 1–19.
- "Can history and geography survive the digital age? University of Wisconsin-Madison academic says disciplines, despite initial stumbles, might be better suited than some think" by Matthew Reisz read online

### Ouvrages traduits en français
- (préf. Grégory Quenet) Nature et récits. Essais d’histoire environnementale, Paris, Editions Dehors, 2016, 285 p.
- « Borner la terre » in Frédéric Graber et Fabien Locher (dir.), Posséder la nature. Environnement et propriété dans l’histoire, Paris, Editions Amsterdam, 2018, 345 p.
- Chicago, métropole de la nature, Paris, Zones sensibles, 2020, 640 p.